# Powiat Kitzbühel
Powiat Kitzbühel (niem. Bezirk Kitzbühel) – powiat w Austrii, w kraju związkowym Tyrol. Siedziba powiatu znajduje się w mieście Kitzbühel.

## Geografia
Południowa część powiatu leży w Alpach Centralnych, północna zaś w Północnych Alpach Wapiennych. Granica z Niemcami całkowicie biegnie w Chiemgauer Alpen, na południe od nich znajdują się góry Kaisergebirge i Loferer Steinberge. Pozostałą, południową część powiatu zajmują Alpy Kitzbühelskie.
Powiat Kitzbühel graniczy z następującymi powiatami: Zell am See, w kraju związkowym Salzburg, na wschodzie i południu, z powiatem Kufstein na zachodzie, za północną granicą leżą bawarskie powiaty Rosenheim i Traunstein. Tereny najdalej wysunięte na południowy zachód leżą przy granicy z powiatem Schwaz.

## Podział administracyjny
Powiat podzielony jest na 20 gmin, w tym jedną gminę miejską (Stadt), trzy gminy targowe (Marktgemeinde) oraz 16 gmin wiejskich (Gemeinde).
| Miasta 1. Kitzbühel (8289) Gminy targowe 1. Fieberbrunn (4581) 2. Hopfgarten im Brixental (5755) 3. St. Johann in Tirol (9885) | Gminy 1. Aurach bei Kitzbühel (1135) 2. Brixen im Thale (2681) 3. Going am Wilden Kaiser (1946) 4. Hochfilzen (1296) 5. Itter (1183) 6. Jochberg (1516) 7. Kirchberg in Tirol (5304) 8. Kirchdorf in Tirol (4077) 9. Kössen (4529) 10. Oberndorf in Tirol (2407) 11. Reith bei Kitzbühel (1736) 12. Schwendt (915) 13. St. Jakob in Haus (824) 14. St. Ulrich am Pillersee (1969) 15. Waidring (2071) 16. Westendorf (3671) |

(stan liczby mieszkańców 1 stycznia 2023)